# Avalon (Victoria)
Avalon (postcode: 3212) is een plaats ten noordoosten van Geelong (Victoria). Het lokale bestuur wordt gevormd door de Stad Greater Geelong en de Ward is Windermere (Australië). Het ligt aan de noordkust van de Corio Bay ten zuidwesten van de hoofdstad van Victoria (Melbourne).

## Economie
Avalon is bekend door Avalon Airport, wat de nieuwe thuisbasis is van de binnenlandse luchtvaartmaatschappij Jetstar Airways en de plek van de tweejaarlijkse Avalon International Airshow, de grootste van zijn soort op het Zuidelijk halfrond. Hoewel het aan de rand van Geelong ligt, functioneert het vliegveld als tweede luchthaven van de veel grotere stad Melbourne.
De zakenman Lindsay Fox lanceerde in 2005 plannen om het eerste Disneyland attractiepark van Australië naar de regio te halen. Ook de vestiging van een Direct Factory Outlets winkelcentrum is aangekondigd in deze regio.
Grote industrie in de regio zijn een fabriek die betonnen dwarsliggers produceert en de Cheetham Saltworks.

## Geschiedenis
Avalon State School opende op 7 juni 1913 en werd weer gesloten op 6 maart 1950. Het land werd later gebruikt door de Commonwealth Government voor het vliegveld, terwijl het gebouw verplaatst werd naar de Corio Primary School.

## Autosport
Avalon Raceway (ook bekend als Avalon Speedway) is een speedway racebaan in de omgeving.
In 2010 trok de Confederation of Australian Motor Sport geld uit voor de studie ten behoeve van de bouw van een wereldklasse motorsportfaciliteit in de regio, met het $200 miljoen kostende racecircuit voor de vestiging van de Australian Formula 1 Grand Prix nadat het contract om de race in Albert Park te houden in 2015 verloopt.